# Natalia Korosteliova
Natalia Sergueïevna Korosteliova (en russe : Наталья Сергеевна Коростелёва), né le 4 octobre 1981 à Tchoussovoï, est une fondeuse russe. Elle débute en Coupe du monde de ski de fond en 2002 et remporte son premier podium en épreuve individuelle (2e place) le 15 décembre 2007 à  Rybinsk.

## Palmarès

### Jeux olympiques
| Épreuve / Édition             | Épreuve / Édition             | Vancouver 2010 |
| Poursuite 15 km               | Poursuite 15 km               | -              |
| Sprint individuel             | Sprint individuel             | 12e            |
| Sprint par équipes            | Sprint par équipes            | Bronze         |
| 10 km Libre                   | 10 km Libre                   | 19e            |
| 30 km Classique départ groupé | 30 km Classique départ groupé | -              |
| Relais 4 × 5 km               | Relais 4 × 5 km               | 8e             |

### Championnats du monde
| Épreuve / Édition                         | Val di Fiemme 2003 | Oberstdorf 2005 | Sapporo 2007 | Liberec 2009 | Oslo 2011 | Val di Fiemme 2013 |
| Sprint classique                          |                    | 28e             | 27e          |              |           |                    |
| Sprint style libre                        | 9e                 |                 |              | 11e          | 32e       |                    |
| Sprint par équipes                        |                    |                 |              |              |           | 7e                 |
| 10 km Classique                           | 15e                |                 |              |              |           |                    |
| 10 km Libre                               |                    |                 | 10e          |              |           |                    |
| Poursuite 7,5 km classique + 7,5 km libre |                    |                 | 11e          | 36e          |           |                    |
| 30 km Libre départ en ligne               |                    |                 | 28e          |              |           |                    |
| Relais 4 × 5 km                           | Bronze             |                 | 7e           |              |           |                    |

### Coupe du monde
- Meilleur classement final : 10e en 2010.
- Meilleur classement en sprint : 8e en 2010.
- 11 podiums : 
  - 6 podiums en épreuve par équipes, dont 1 victoire.
  - 5 podiums en épreuve individuelle (3 deuxièmes places et 2 troisièmes places).

#### Courses à étapes
- 3 podiums, dont 1 victoire d'étape.

##### Victoires d'étapes
| Date           | Lieu   | pays     | Compétition | Discipline |
| -------------- | ------ | -------- | ----------- | ---------- |
| 4 janvier 2010 | Prague | Tchéquie | Tour de Ski | SP TC      |

Légende :

TC = classique

TL = libre

MS = départ en masse

HS = départ avec handicap

PU = poursuite